# Friedrich-Baur-Preis
Der Friedrich-Baur-Preis wird von der Bayerischen Akademie der Schönen Künste in Zusammenarbeit mit der Friedrich-Baur-Stiftung seit 1990 verliehen. Ins Leben gerufen wurde er anlässlich des 100. Geburtstags des Unternehmers und Stifters Friedrich Baur (1890–1965). Ab 1990 wurde der Preis jährlich verliehen, seit 2010 alle zwei Jahre.
Mit dem Preis werden Personen und Institutionen geehrt, die aus Franken, der Oberpfalz und Niederbayern stammen oder dort tätig sind. Analog zu den Abteilungen der Akademie werden die Preise in mehreren Kategorien vergeben: Bildende Kunst, Literatur, Musik und Darstellende Kunst, seit 2012 auch Film- und Medienkunst.
Die Verleihung findet an wechselnden Orten statt. Im Gründungsjahr 1990 wurde Burgkunstadt, der Sitz der Friedrich-Baur-Stiftung, gewählt; in den Folgejahren historische Räume wie das Markgräfliche Opernhaus Bayreuth, das Cuvilliés-Theater München oder das E.T.A.-Hoffmann-Theater Bamberg.

## Preisträger
- 2017 (Luisenburg Wunsiedel): Michael Lerchenberg, Schauspieler, Regisseur (Laudatio: Christian Springer)[1]
- 2014 (Rathaus Coburg): Lucius Grisebach, Kunsthistoriker (Laudatio: Gabriele Knapstein); Ursula Naumann, Schriftstellerin (Laudatio: Friedrich Dieckmann); Singer Pur, Vokalensemble (Laudatio: Michael Herrschel); Thomas Schmauser, Schauspieler, Regisseur (Laudatio: Johan Simons); Thomas Schadt, Filmregisseur, Kameramann (Laudatio: Herbert Meyerhöfer)
- 2012 (Stadtschloss Lichtenfels): Forum für Angewandte Kunst Nürnberg e. V. (Laudatio: Petra Krutisch); Benno Hurt, Schriftsteller (Laudatio: Heribert Prantl, vorgelesen von Dieter Borchmeyer); Horst Lohse, Komponist (Laudatio: Michael Herrschel); Stadttheater Fürth (Laudatio: Bernd Noack); Uwe Brandner, Filmregisseur (Laudatio: Michael Krüger)
- 2010 (Kammermusiksaal der Hochschule für Musik Würzburg): Klaus Hack, Bildhauer (Laudatio: Josephine Gabler); Bernhard Setzwein, Schriftsteller (Laudatio: Hans-Peter Ecker); Heinz Winbeck, Komponist (Laudatio: Tobias PM Schneid); Uwe Hoppe, Regisseur, Autor (Laudatio: Gert-Dieter Meier)
- 2009 (Stadtschloss Lichtenfels): Franz Hitzler, Maler (Laudatio: Erich Schneider); Paul Maar, Erzähler (Laudatio: Kurt Franz); Wilfried Krüger, Musiker (Laudatio: Hans Rudolf Zeller); Frank-Markus Barwasser, Kabarettist (Laudatio: Dieter Borchmeyer)
- 2008 (Theater Pfütze, Nürnberg): Kunstforum Ostdeutsche Galerie (Regensburg) (Laudatio: Christoph Stölzl); Albert von Schirnding, Lyriker, Erzähler, Essayist (Laudatio: Friedrich Denk); Helmut Bieler, Komponist (Laudatio: Wolfram Graf); Sigi Zimmerschied, Kabarettist (Laudatio: Fitzgerald Kusz)
- 2007 (Theater Hof): Helmut Sturm, Maler; Reinhard Knodt, Schriftsteller (Laudatio: Hans Christoph Buch); Ensemble Kontraste (Nürnberg); Theater Pfütze (Nürnberg)
- 2006 (Stadtschloss Lichtenfels): Kurt Ackermann, Architekt; Gerd Scherm, Schriftsteller; Hofer Symphoniker (Laudatio: Martin Maria Krüger); Pocket Opera Company (Nürnberg)
- 2005 (E.T.A.-Hoffmann-Theater, Bamberg); Museum Lothar Fischer (Neumarkt i.d.OPf.); Hans Wollschläger, Schriftsteller; Weidener Max-Reger-Tage / Weidener Musiktage; Tristans Kompagnons, Figurentheater (Nürnberg)
- 2004 (Neuhaussaal im Theater Regensburg): Fritz Koenig, Bildhauer; Ernst-Wilhelm Händler, Schriftsteller; Internationale Orgelwoche Nürnberg; Hanns Zischler, Schauspieler, Regisseur, Autor
- 2001 bis 2003: auf Wunsch der Stiftung nicht verliehen
- 2000 (Alf Lechner Museum, Ingolstadt): Alf Lechner, Bildhauer; Wolf Peter Schnetz, Schriftsteller; Edgar Krapp, Organist, Cembalist; Christian Stückl, Theaterregisseur
- 1999 (Stadttheater Amberg): Michael Mathias Prechtl, Maler, Zeichner; Eugen Oker, Schriftsteller; Werner Heider, Komponist, Dirigent, Pianist; Martha Mödl, Sängerin, Schauspielerin
- 1998 (Landestheater Coburg): Helmut Gebhard, Architekt; Fitzgerald Kusz, Schriftsteller; Werner Andreas Albert, Dirigent; Tankred Dorst und Ursula Ehler, Dramatiker
- 1997 (Orangerie Ansbach): Joachim Jung, Maler; Walter Höllerer, Schriftsteller; Windsbacher Knabenchor; Heinz Badewitz/Internationale Hofer Filmtage
- 1996 (Fürstensaal der Würzburger Residenz): Georg Karl Pfahler, Maler; Margret Hölle, Lyrikerin; Bertold Hummel, Komponist; Hansheinrich Palitzsch, Bühnenkünstler
- 1995 (Konzert- und Kongresshalle Bamberg – Sinfonie an der Regnitz): Werner Knaupp, Maler; Weidener Literaturtage/Bernhard M. Baron; Bamberger Symphoniker, E.T.A.-Hoffmann-Theater (Bamberg)
- 1994 (Alter Rathaussaal, Nürnberg): Oskar Koller, Maler; Wilhelm Staudacher, Lyriker, Hörspielautor; Ernst Gröschel, Pianist; Waltraud Meier, Sängerin
- 1993 (Cuvilliés-Theater, München): Rudi Tröger, Maler; Dokumentationszentrum Schwarzenberg (Scheinfeld); Wolfgang Wagner, Festspielleiter (Preis für Musik und Darstellende Kunst)
- 1992 (Redoutensaal, Erlangen): Armin Sandig, Maler; Harald Grill, Lyriker, Erzähler, Dramatiker; Kammerorchester Schloß Werneck; Studiobühne Bayreuth
- 1991 (Markgräfliches Opernhaus Bayreuth): Wilhelm Uhlig, Bildhauer; Kerstin Specht, Schriftstellerin; Roseau-Quintett; Landestheater Coburg
- 1990 (Rathaus Burgkunstadt): Wolfgang Stefan, Bildhauer; Godehard Schramm, Schriftsteller; Stefan Schreiber, Violinist; kein Preis für Darstellende Kunst